# Compsaraia compsus
Compsaraia compsus är en fiskart som först beskrevs av Mago-leccia, 1994.  Compsaraia compsus ingår i släktet Compsaraia och familjen Apteronotidae. Inga underarter finns listade i Catalogue of Life.